# Johan Diederich Behrens
Johan Diederich Behrens (født 26. februar 1820 i Bergen, død 29. januar 1890 i Kristiania) var en norsk kordirigent og sanglærer.
Behrens grundlagde i 1845 Den norske Studentersangforening. Han fik stor betydning for mandskorene i Norge gennem sin i 40 bind udgivne samlinger af mandskvartetter, samt for sangundervisningen med lærebøgerne Sanglære for skoler og Sanglære for folkskolen. Hans Om den lutherske salmesang og dens gjenindførelse i den norske kirke (1858) blev starten på den langvarige "salmesangstrid", fra hvilken Ludvig Mathias Lindeman 20 år senere udgik som sejrherre med sin koralbog.